# Ígor Shítov
Ígor Serguéievich Shítov (Polotsk, Bielorrusia, 24 de octubre de 1986), futbolista bielorruso. Juega de defensa y su actual equipo es el Dinamo Minsk de la Liga Premier de Bielorrusia.

## Selección nacional
Ha sido internacional con la selección de fútbol de Bielorrusia, ha jugado 66 partidos internacionales y ha anotado 1 gol.

## Clubes
| Club                | País        | Año       |
| ------------------- | ----------- | --------- |
| Dinamo Minsk        | Bielorrusia | 2005      |
| Torpedo Zhodino     | Bielorrusia | 2006-2008 |
| BATE Borisov        | Bielorrusia | 2009-2011 |
| FC Dinamo Moscú     | Rusia       | 2011-2012 |
| FC Mordovia Saransk | Rusia       | 2012-2016 |
| FC Astana           | Kazajistán  | 2016-2018 |
| Dinamo Minsk        | Bielorrusia | 2018-     |

## Palmarés

### Campeonatos nacionales
| Título                      | Club         | País        | Año  |
| --------------------------- | ------------ | ----------- | ---- |
| Liga Premier de Bielorrusia | BATE Borisov | Bielorrusia | 2009 |
| Liga Premier de Bielorrusia | BATE Borisov | Bielorrusia | 2010 |
| Copa de Bielorrusia         | BATE Borisov | Bielorrusia | 2010 |
| Supercopa de Bielorrusia    | BATE Borisov | Bielorrusia | 2010 |
| Supercopa de Bielorrusia    | BATE Borisov | Bielorrusia | 2011 |